# Čepkovo jezero
Čepkovo jezero[zdroj?] (též Čepkovo jezírko) je jedním z mrtvých ramen řeky Labe. Nalézá se asi 1 km východně od vsi Mělice, části města Přelouč. Jezero je využíváno jako rybářský revír místní organizací Českého rybářského svazu.

## Galerie

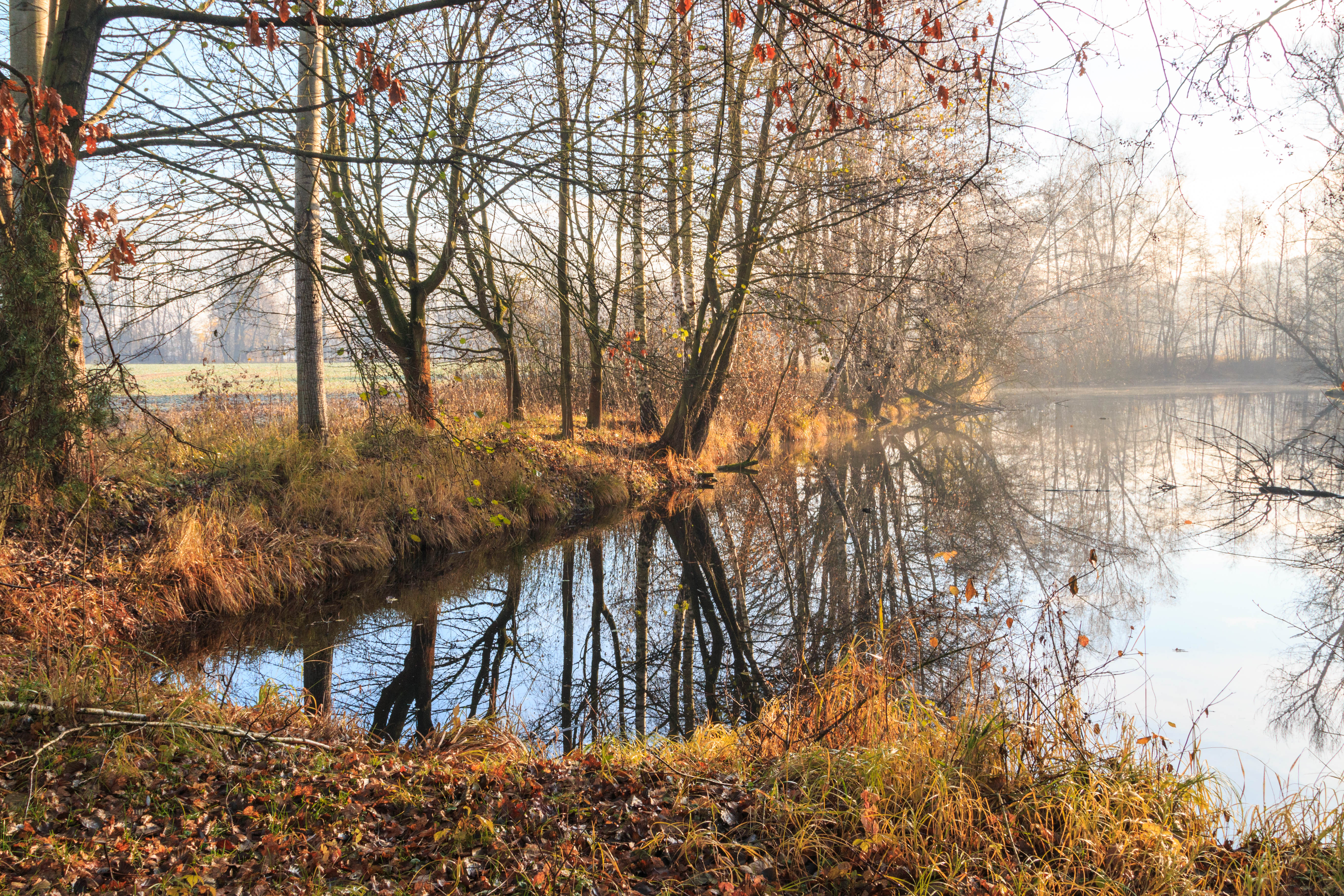
Čepkovo jezero
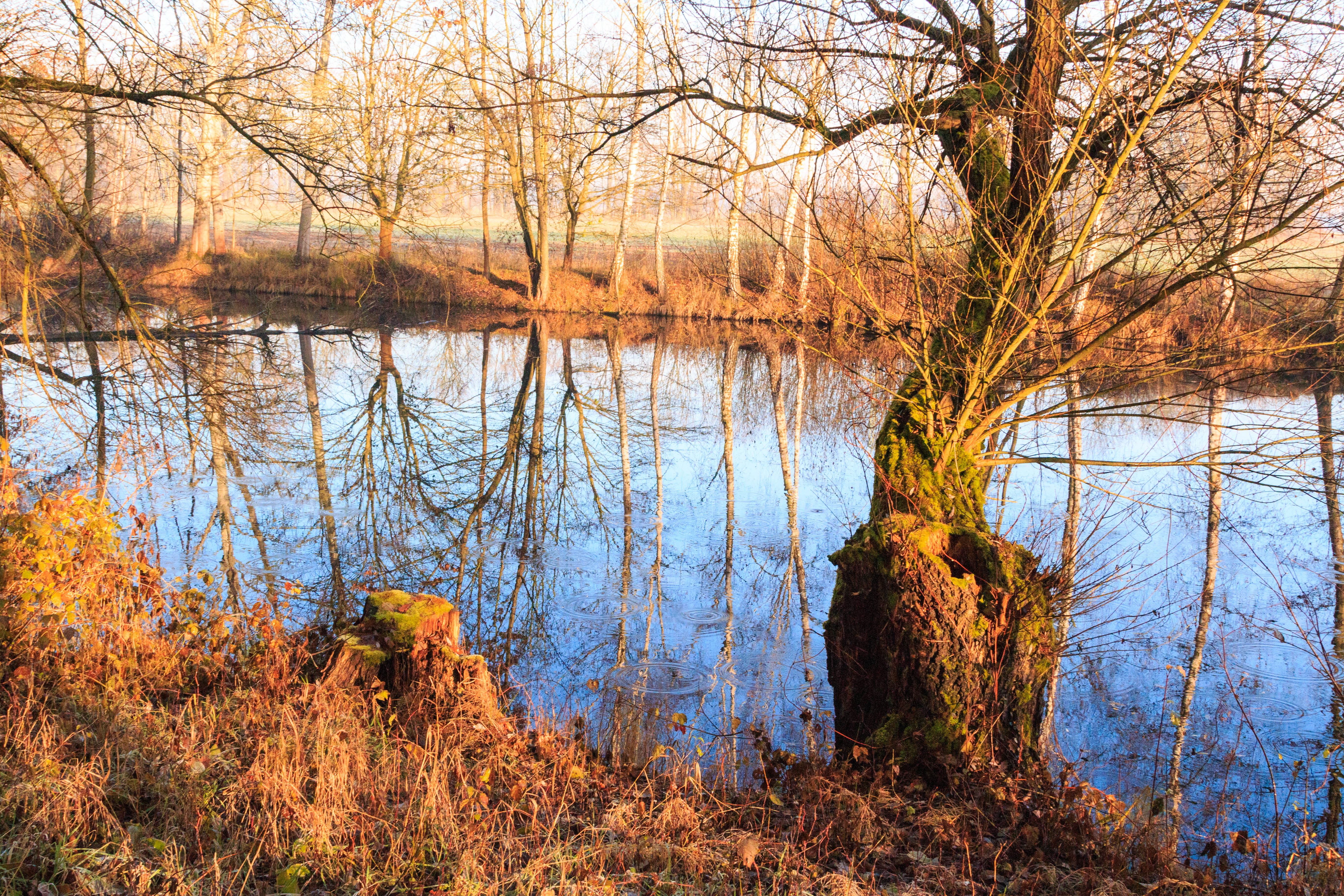
Čepkovo jezero
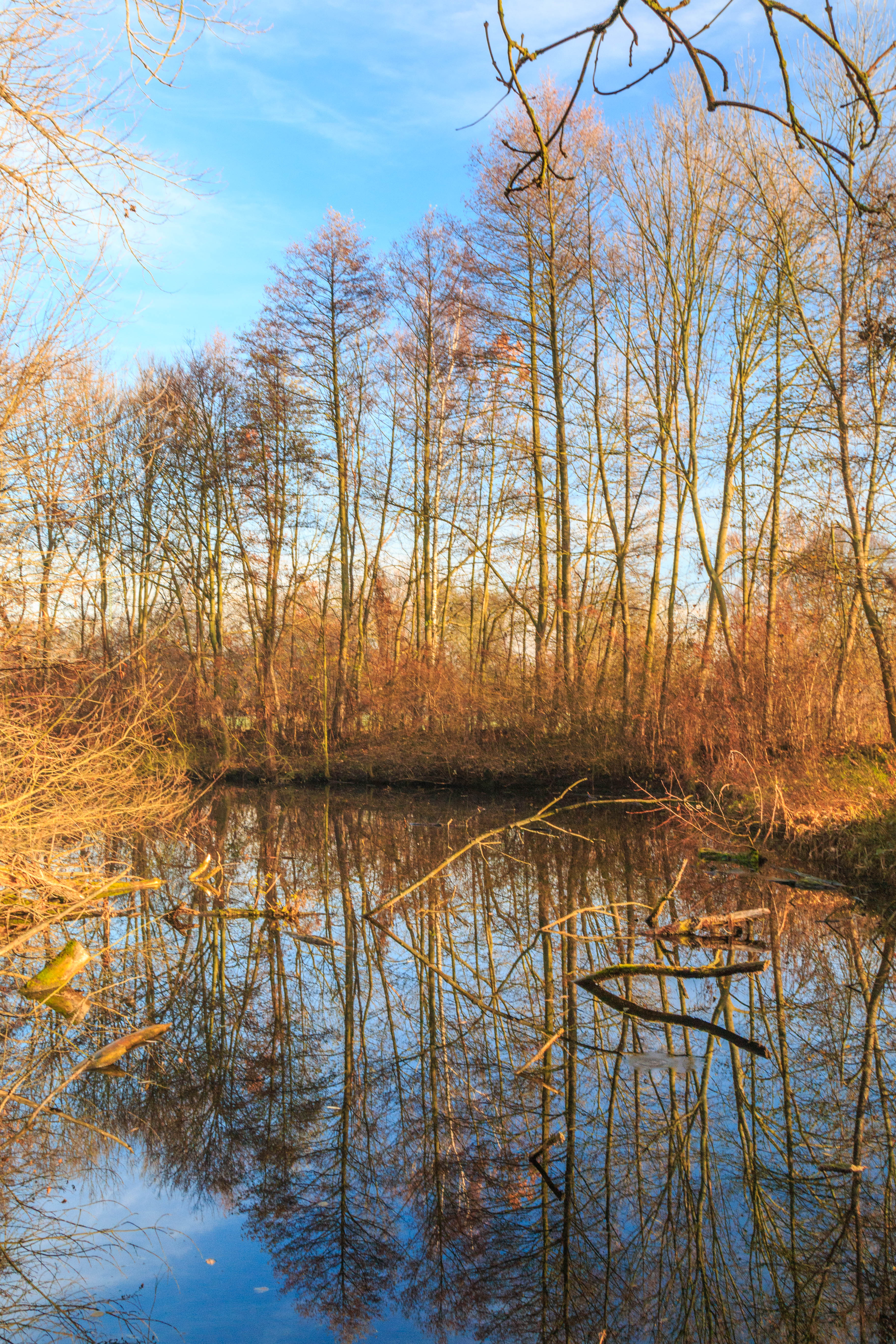
Čepkovo jezero
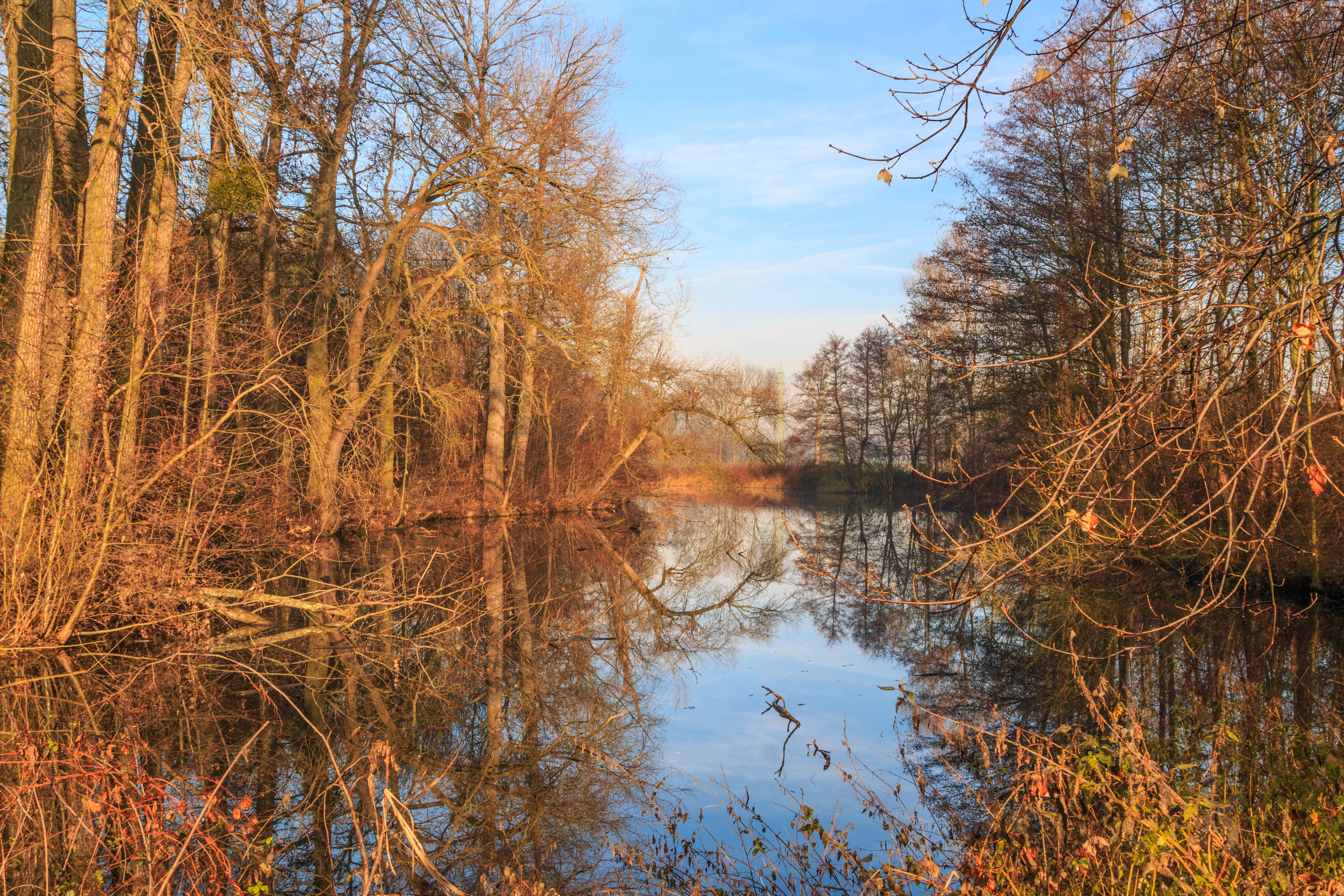
Čepkovo jezero